# Т-800 (трактор)
Т-800 (Т-75.01) — сверхтяжёлый гусеничный трактор для работы в составе бульдозерно-рыхлительного агрегата, выпускаемый Челябинским тракторным заводом. Самый крупный трактор, выпускаемый в Челябинске.
Первый трактор был собран в 1983 году, всего было выпущено десять машин. Предназначен для энергоёмких вскрышных работ в горно-рудной промышленности, для выполнения больших объёмов земляных работ в дорожном и мелиоративном строительстве. Номинальная сила тяги — 75 тонн, максимальная — 140 тонн. Мощность двигателя — 820 л.с. Полная масса трактора с бульдозерно-рыхлительным оборудованием — 103 тонны, 30 тонн из которых — масса оборудования. Использовалось 2 вида гусениц: для скального грунта массой 6 тонн и более широкие для суглинка массой 8 тонн.

## Ссылка
- Бульдозерно-рыхлительный агрегат Т-75.01 (Т-800)